# Lomographa obsoleta
Lomographa obsoleta är en fjärilsart som beskrevs av Barend J. Lempke 1970. Lomographa obsoleta ingår i släktet Lomographa och familjen mätare. Inga underarter finns listade i Catalogue of Life.